# Rockville (Belize)
Rockville ist ein Ort im Belize District von Belize. Der Ort gehört zur Gemeinde Hattieville.

## Geographie
Der Ort liegt zwischen dem George Price Highway im Norden und dem Sibun River im Süden. Der George Price Highway führt über Hattieville nach Belize City und in Richtung Südwesten nach Belmopan, San Ignacio/Santa Elena und Benque Viejo. Im Süden führt eine kleine Straße nach Gracie Rock und an den Sibun River. Am anderen Ufer des Sibun erstreckt sich der Peccary Hills National Park.
Die nächsten Siedlungen sind Hattieville, Tropical Park und Freetown Sibun im Nordosten, Gracie Rock im Süden, La Democracia und Mahogany Heights im Südwesten, Jih Chan im Westen und Big Falls im Nordwesten.

## Geschichte
Der Name des Ortes geht auf den Kalkstein zurück, der dort erstmals von der Küstenebene bei Belize City aus ansteht.
Um 1950 wurde in Rockville ein Gefängnis für offenen Vollzug gebaut. Nachdem das Gefängnis aufgegeben worden war, entstand dort 1979 das Rockview Mental Health Center, eine Einrichtung für Gefangene mit psychologischen Problemen. Gleichzeitig wurde auch das Princess Royal Youth Hostel in Rockville eröffnet, Eine weitere Einrichtung für jugendliche Straftäter. Am 29. November 2015 kamen bei einem Brand im Princess Royal Youth Hostel drei Mädchen ums Leben. Das Rockview Mental Health Center wurde geschlossen, während das Princess Royal Youth Hostel noch immer in Betrieb ist.

## Wirtschaft
Das Unternehmen National Aggregates Ltd. betreibt einen Kalksteinbruch zwischen Rockville und Gracie Rock.

## Klima
Nach dem Köppen-Geiger-System zeichnet sich Rockville durch ein tropisches Klima mit der Kurzbezeichnung Am aus.